# Ле Фондр, Адам
Гленвилл Адам Ле Фондр (англ. Glenville Adam le Fondre; 2 декабря 1986, Стокпорт) — английский футболист, нападающий.

## Карьера

### Стокпорт Каунти
Ле Фондр начал свою карьеру в местном клубе «Стокпорт Каунти». Профессиональный дебют футболиста состоялся в 2004 году против клуба «Бери», который его команда выиграла, а сам Адам забил гол.

### Рочдейл
В январе 2007 игрок направился в аренду в «Рочдейл». В своём дебютном матче Адам Ле Фондр отметился дублем в ворота «МК Донз». В последующие шесть игр Ле Фондр забил ещё два гола, в результате чего клуб решил выкупить права на футболиста. Ле Фондр полностью оправдал ожидания, став лучшим бомбардиром сезона 2008/09 с 21 забитым голом. По окончании сезона «Рочдейл» предложил Адаму новый контракт, но тот решил перебраться в «Ротерем Юнайтед».

### Ротерем Юнайтед
В «Ротереме» игрок вновь начал с гола. В своём первом матче за мельников он точно реализовал пенальти. В «Ротереме» Адам показывал великолепную игру, чем заслужил любовь болельщиков, и забил 30 голов в сезоне 2009/10. Им заинтересовались клубы из Чемпионшипа, однако клуб отказался продавать своего лучшего нападающего. В следующем сезоне игрок сумел отличиться 24 раза. Но, несмотря на успехи в «Ротереме», Ле Фондр выразил желание перейти в клуб более высокого уровня.

### Рединг
Этой возможностью воспользовался клуб Чемпионшипа «Рединг». Подписав игрока за £350,000, клуб обеспечил себя первоклассным нападающим, забившим в дебютном для себя сезоне 12 голов и ставшим лучшим бомбардиром клуба. С помощью Ле Фондра «Рединг» занял первое место в турнирной таблице и завоевал право выступать в Премьер-лиге. Первый матч на новом уровне 18 августа 2012 года против «Сток Сити» на «Мадейски Стэдиум» стал для Адама удачным. В самой концовке встречи игрок уверенно реализовал пенальти и тем самым обеспечил своей команде ничью. 17 декабря он забил гол в ворота «Арсенала» в проигранном матче со счётом 2:5. 5 января забил два мяча в матче Кубка Англии против «Кроули Таун» (3:1).

## Интересные факты
Дед футболиста был французом. Именно от него Адам Ле Фондр унаследовал несвойственную для англичан фамилию.

## Достижения
«Рединг»
- Победитель чемпионата Футбольной лиги Англии: 2011/12